# 브레트왈다

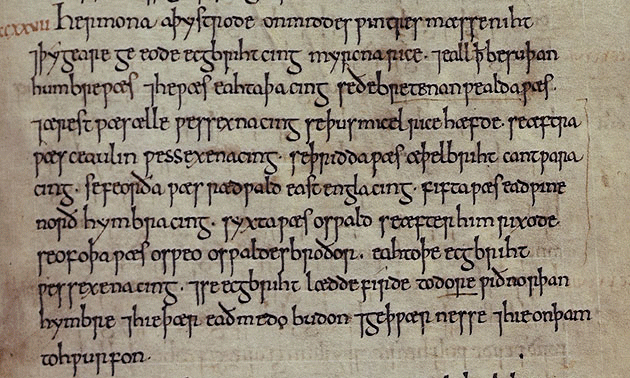
여덟 명의 브레트왈다를 나열한 앵글로색슨 연대기 827년 기사.

브레트왈다(고대 영어: Bretwalda)는 앵글로색슨어 낱말이다. 9세기 후반의 앵글로색슨 연대기에 처음 발견된다. 5세기 이후의 앵글로색슨 잉글랜드 왕국의 지배자들 중, 다른 앵글로색슨 왕국들을 압도하는 권력을 가지는 데 성공한 몇몇 왕들을 가리키는 말로 사용된다. 5세기 당대에도 이런 말이 사용되었는지, 그 왕들 스스로 이런 칭호를 사용했는지, 9세기 이후에 고안된 단어인지 여부는 모두 불확실하다.
7세기에서 9세기 초 사이에 머시아 왕국이 가장 강성했으나 머시아 왕들은 앵글로색슨 연대기에 브레트왈다로 기록되어 있지는 않다. 한편 캄브리아 편년사에서는 716년 오스레드 1세가 죽을 때까지 노섬브리아 국왕들을 "색슨인들의 왕"이라고 불렀다.

## 브레트왈다 목록
베다와 앵글로색슨 연대기에 모두 언급
- 남색슨인의 왕의 앨레 (488년-514년경)
- 서색슨인의 왕의 체울린 (560년-592년, 593년 몰)
- 켄트인의 왕의 애델베르흐트 1세 (590년-616년)
- 동앵글인의 왕의 래드왈드 (600년경-624년경)
- 데렌리체 국왕 에아드위네 (616년–633년)
- 베오르니체 국왕 오수알데 (633년–642년)
- 노섬브리아 국왕 오스위그 (642년–670년)

앵글로색슨 연대기에만 언급
- 서색슨인의 왕 에그버트 (829년-839년)
- 서색슨인의 왕 앨프레드 (871년-899년)

## 같이 보기
- 동앵글인의 왕
- 웨식스의 왕
- 노섬브리아 국왕
- 잉글랜드 국왕
- 브리튼인의 신화적 왕
- 브리튼인의 왕
- 황제